# أندرو كامبل (لاعب هوكي جليد)
أندرو كامبل هو لاعب هوكي جليد كندي، ولد في 4 فبراير 1988 في Caledonia, Ontario ‏ في كندا.

## وصلات خارجية
- أندرو كامبل على موقع دوري الهوكي الوطني (الإنجليزية)
- أندرو كامبل على موقع EliteProspects.com (الإنجليزية)
- أندرو كامبل على موقع HockeyDB.com (الإنجليزية)
- أندرو كامبل على موقع Hockey-Reference.com (الإنجليزية)